# Paul-Georg Kleffel
Paul-Georg Kleffel (* 7. September 1920 in Billerbeck, Kreis Pyritz; † 19. Februar 2020 in Bonn) war ein Generalleutnant des Heeres der Bundeswehr.

## Leben

### Zweiter Weltkrieg und Nachkriegszeit
Kleffel, Sohnes eines Oberst, trat zu Beginn des Zweiten Weltkrieges 1939 in die Wehrmacht ein und schloss 1941 seine Ausbildung zum Offizier mit der Beförderung zum Leutnant ab. Danach nahm er als Angehöriger der 3. Panzer-Division am Russlandfeldzug teil und war zunächst Zugführer sowie später Oberleutnant und Kompaniechef der 4./Panzer-Aufklärungsabteilung 3. In dieser Verwendung erhielt er am 16. November 1943 das Deutsche Kreuz in Gold sowie am 14. Mai 1944 das Ritterkreuz des Eisernen Kreuzes. Während des Krieges wurde Kleffel sieben Mal verwundet und 1944 zum Hauptmann befördert.
Nach Ende des Zweiten Weltkrieges absolvierte Kleffel eine kaufmännische Lehre und war anschließend von 1949 bis 1956 in der Filmindustrie tätig.

### Bundeswehr
1956 trat er als Hauptmann in das Heer der Bundeswehr ein. Nach Abschluss der Generalstabsausbildung war er zwischen 1959 und 1963 G 3-Stabsoffizier bei der Panzergrenadierbrigade 13 und fand danach von 1963 und 1964 Verwendung an der Führungsakademie der Bundeswehr in Hamburg, ehe er zwischen dem 1. Oktober 1964 und dem 31. März 1968 Chef des Stabes der 3. Panzerdivision in Buxtehude.
Nach seiner Beförderung zum Oberst wurde Kleffel 1968 Referent für Mittelfristige Planung im Bundesministerium für Verteidigung und in dieser Verwendung maßgeblich an der Erarbeitung der Heeresstruktur 3 (1970–1979) beteiligt. Am 1. April 1970 löste er Oberst Werner Manns als Kommandeur der Panzergrenadierbrigade 16 „Herzogtum Lauenburg“ ab und verblieb auf diesem Posten bis zum 30. April 1972, woraufhin Oberst Joachim Bruhn am 1. Mai 1972 sein dortiger Nachfolger wurde. Im Anschluss fungierte er zwischen April 1972 und September 1973 als Chef des III. Korps in Koblenz, ehe er am 1. Oktober 1973 Nachfolger von Generalmajor Hans Teusen als Kommandeur der 12. Panzerdivision in Veitshöchheim wurde. Diese Funktion übte er bis zum 30. September 1976 aus, woraufhin Generalmajor Gert Bastian am 1. Oktober 1976 sein dortiger Nachfolger wurde.
Kleffel selbst übernahm 1. Oktober 1976 von Generalmajor Alexander Frevert-Niedermein den Posten als Chef des Stabes im Führungsstab des Heeres (FüH) und bekleidete diesen bis zum 31. März 1978. Am 1. April 1978 wurde Generalmajor Eberhard Burandt sein Nachfolger als Chef des Stabes. Zuletzt wurde Kleffel als Generalleutnant Nachfolger von Generalleutnant Franz Pöschl als Kommandierender General des III. Korps in Koblenz. Während seiner Verwendung als Kommandierender General des III. Korps fand im September 1980 die Korpsgefechtsübung „Sankt Georg“ statt, die von Bundeskanzler Helmut Schmidt und Bundesverteidigungsminister Hans Apel besucht wurde. Diese Verwendung versah er bis zu seinem Eintritt in den Ruhestand am 30. September 1980, woraufhin Generalleutnant Wolfgang Altenburg am 1. Oktober 1980 sein Nachfolger als Kommandierender General wurde.

### Nach Versetzung in den Ruhestand
Nach seinem Ausscheiden aus dem aktiven Militärdienst übernahm Kleffel 1980 von Dietrich Willikens das Amt als Bundesgeschäftsführer der Johanniter-Unfall-Hilfe (JUH). In diesem Amt folgte ihm 1987 Andreas von Block-Schlesier.
Kleffel war verheiratet und hatte einen Sohn.

## Auszeichnungen
- Panzerkampfabzeichen (1942)
- Deutsches Kreuz (1943)
- Nahkampfspange in Bronze (1943)
- Verwundetenabzeichen in Gold (1944; insgesamt siebenmal verwundet)
- Ritterkreuz des Eisernen Kreuzes (1944)
- Großes Verdienstkreuz des Verdienstordens der Bundesrepublik Deutschland (1979)